# 松木平
松木平（まつきたい）は、青森県弘前市の地名。郵便番号は036-8126。

## 地理
北部を弘南鉄道大鰐線と弘前南部広域農道（通称：アップルロード）が横断し、南部は南津軽郡大鰐町に接する地区。北は清水森・堀越、東は大沢、南は大鰐町居土、西は小栗山に接する。

### 小字
小字として西ノ神・富永・松元・松山下・宮元・元木・柳田・鎧田・鷲ノ巣がある。

## 沿革
- 1889年（明治22年） - 千年村の一部。
- 1891年（明治24年） - 当時の記録では人口732、戸数104、厩35、学校1であった。
- 1955年（昭和30年） - 弘前市の大字になる。
- 2014年（平成26年） - 期末世帯数255、うち農家数141。
- 2015年（平成27年） - 期末世帯数256、うち農家数117。
- 2016年（平成28年） - 期末世帯数251、うち農家数117。

### 地名の由来
当地に松の木が生えた丘陵地帯があったことから。

## 世帯数と人口
2017年（平成29年）6月1日現在の世帯数と人口は以下の通りである。
| 大字               | 世帯数  | 人口  |
| ------------------ | ------- | ----- |
| 松木平（小字全域） | 291世帯 | 744人 |

## 施設

### 教育
- まつば保育園

### 公共
- 松木平町民会館
- 弘前市消防団千年地区第二分団屯所
- 松木平稲荷神社
- 芹沢公園

## 小・中学校の学区
市立小・中学校に通う場合、学区は以下の通りとなる。
| 大字   | 番・番地 | 小学校             | 中学校           |
| ------ | -------- | ------------------ | ---------------- |
| 松木平 | 全域     | 弘前市立千年小学校 | 弘前市立南中学校 |

## 交通
- 弘南バス
  - 松木平駅前、下松木平、松木平、中央松木平（弘前バスターミナル - 清原・安原 - 小栗山線、小栗山 - 清原・安原 - 神田線）停留所。
  - 下松木平、松木平（桜ヶ丘 - 義塾高校線）停留所。
- 弘南鉄道大鰐線
  - 松木平駅